# 박성결
박성결(한국 한자: 朴聖潔, 2001년 4월 3일 ~ )은 대한민국의 축구 선수로, 포지션은 윙어이다. 현재 K리그2 전남 드래곤즈 소속이다.